# Drepanosticta lymetta
Drepanosticta lymetta – gatunek ważki z rodziny Platystictidae. Występuje endemicznie na Filipinach.